# Liechtenstein
Liechtenstein (pronúncia em alemão: [ˈlɪçtn̩ʃtaɪn]], sendo usual a pronúncia aportuguesada: [liʃtẽnsˈtain]) ou Listenstaine (pronúncia em português europeu: [liʃtẽʃˈtain(ɨ)]), oficialmente Principado de Liechtenstein (português brasileiro) ou do Liechtenstein (português europeu) (em alemão:  Fürstentum Liechtenstein), é um minúsculo principado localizado no centro da Europa, encravado nos Alpes entre a Áustria, a leste, e a Suíça a oeste. Pouco mais de 39 000 habitantes moram nos seus 160,477 km² segundo algumas estimativas.
Desde o século XV, faz divisa praticamente do mesmo território comandado pela mesma família, a Casa de Liechtenstein. Tornou-se independente do Sacro Império Romano-Germânico (976–1806) quando este foi desmembrado, em 1806. Desde tempos imemoriais, a língua falada no país é o alemão.
Liechtenstein diferencia-se da Alemanha, Áustria e Suíça por ser um microestado, sendo tido como um dos mais ricos do mundo. O país possui um forte centro financeiro em sua capital, Vaduz. Outrora citado como um paraíso fiscal, atualmente não consta em listas oficiais de países não cooperantes com o sistema financeiro mundial.

## Etimologia
O nome "Liechtenstein" provém da fusão das palavras liechten (forma variante do termo lichten, "clara" em alemão) e stein ("pedra" em alemão), portanto significando literalmente, na língua local, "pedra clara". A sua associação com o principado deve-se a ter sido a família Liechtenstein a comprar e unir os condados de Schellenberg e Vaduz, dando origem ao atual território do país. O Imperador Romano-Germânico permitiu à dinastia renomear sua nova propriedade com o próprio apelido de família. Tal sobrenome, por sua vez, vem do castelo de Liechtenstein, na Áustria, habitado pela família séculos antes.
A grafia alemã é a mais comumente utilizada sendo que o Dicionário Houaiss e Dicionário Aurélio (brasileiros), bem como o Dicionário Onomástico Etimológico da Língua Portuguesa de José Pedro Machado (português) a usam. Também, os órgãos de imprensa brasileiros como Rede Globo, Folha de S.Paulo e O Estado de S. Paulo, e os portugueses Público e Rádio e Televisão de Portugal, preferem a grafia germânica. Também, o Ministério das Relações Exteriores do Brasil e o Ministério dos Negócios Estrangeiros de Portugal concordam, ambos, com esta primeira grafia.
Em português existe, no entanto, a opção "Listenstaina", com pouco uso, mas que pode ser utilizada, já que se encontra citada no Vocabulário Ortográfico da Língua Portuguesa de Rebelo Gonçalves e no Prontuário da Língua Portuguesa, bem como no Vocabulário Ortográfico da Língua Portuguesa da Porto Editora.
Em crescendo de uso ocorre a grafia Listenstaine, oficialmente adotada pelo Código de Redação Interinstitucional da União Europeia, e preconizada no Dicionário da Academia das Ciências de Lisboa, no VOLP da Porto Editora, no Dicionário de Gentílicos e Topónimos do Portal da Língua Portuguesa do ILTEC, no Vocabulário da Priberam e, de forma oficial para todos os países lusófonos, no Vocabulário Ortográfico Comum da Língua Portuguesa do Instituto Internacional da Língua Portuguesa.
O sítio Ciberdúvidas da Língua Portuguesa, na pessoa do linguista A. Tavares Louro, preconiza ainda a alternativa "Listensteine", que parece recolher pouca aceitação.
Como gentílicos existem as opções (em ordem alfabética): liechtensteinense, liechtensteiniano, liechtensteiniense, listenstainês, listenstainiano, ou simplesmente de Liechtenstein. A forma reduzida para feitos de justaposição é listenstaino-.

## História
Achados arqueológicos apontam que o território hoje conhecido como Liechtenstein é habitado desde o Neolítico (quinto milênio a.C.). Enquanto o fluxo livre do rio Reno dificultava o assentamento, os primeiros assentamentos se formaram nas elevações do vale, como pode ser visto na colina do castelo de Gutenberg, em Balzers, ou em Eschnerberg. No ano 15 a.C., os romanos, sob comando de Augusto, conquistaram o território da Récia e estabeleceram a província romana de Récia. No século I d.C., foi construída a estrada militar Milão-Bregenz, que corria ao longo da margem direita do Reno através da passagem de Luzisteig e, por isso, propriedades e fortes na área do atual Principado de Liechtenstein foram construídos.
Com o colapso do Império Romano, a imigração dos alamanos começou e, finalmente, Récia foi integrada ao Reino Franco no século VIII e ao ducado alemão no século X. Na época, a área que hoje corresponde a Liechtenstein era governada pelos condes de Bregenz. Em 1180, o imperador Frederico I deu a área aos lordes de Schellenberg. Em 1317, os lordes venderam sua propriedade aos condes de Weidenberg. Em 3 de maio de 1342, o então domínio dos condes de Weidenberg-Sargans foi dividido entre os filhos do imperador romano-germânico Rodolfo II, criando o Condado de Vaduz. O rei alemão Venceslau IV declarou, em 22 de julho de 1396, as posses de Weidenberg como áreas imediatas do Império Alemão. Schellenberg e Vaduz tornaram-se parte do Reich. Nas décadas e séculos que se seguiram, os condados foram repetidamente palco de guerras e saques como, por exemplo, a Antiga Guerra de Zurique (1444–1446) e a Guerra dos Suabos (1499–1500). Os condes suabos de Sulz adquiriram os condados de Vaduz e Schellenberg por meio de casamento em 1507. Em 1613, o conde Karl Ludwig de Sulz os vendeu ao conde Kaspar de Hohenems por 200 000 florins.

No condado de Vaduz e no senhorio de Schellenberg, ocorreu no final do século XVI e meados do século XVII a caça às bruxas. O ponto alto foi entre 1648 e 1651, quando cerca de 100 pessoas foram executadas. Em seguida, houve julgamentos de bruxas novamente, o que resultou em pelo menos nove pessoas sendo queimadas como "bruxas" e "feiticeiros". Outros julgamentos ocorreram na década de 1660 e entre 1675 e 1676. Os julgamentos das bruxas de Vaduz chegaram ao fim em 1681, quando o imperador proibiu o conde Ferdinand Karl de Hohenems de continuar as inquisições e julgamentos. Em 1684, o imperador retirou a jurisdição criminal do conde por ter enriquecido com os bens dos condenados. Ferdinand Karl de Hohenems foi preso, acusado, sentenciado e banido para Kaufbeuren, na Suábia.

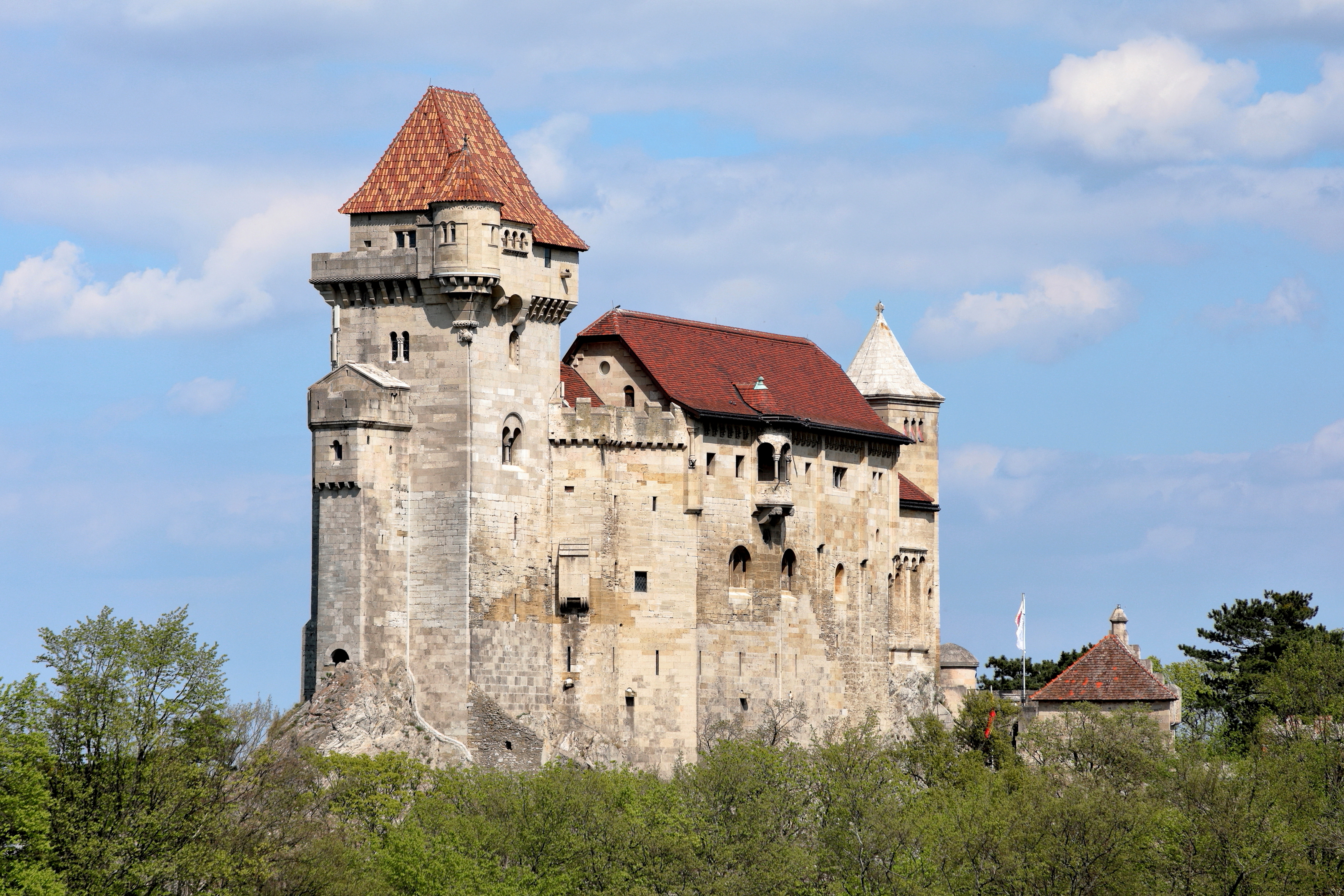
O Castelo de Liechtenstein, na Áustria.

Com os governantes de Hohenems cada vez mais endividados, estes foram forçados a vender o condado de Vaduz e a propriedade Schellenberg. Em 1699, o príncipe João Adão I adquiriu Schellenberg e, em 1712, adquiriu Vaduz de Jakob Hannibal III, irmão de Ferdinand Karl. Os príncipes ricos e influentes de Liechtenstein há muito queriam adquirir território diretamente sob o domínio imperial. Em 23 de janeiro de 1719, Carlos VI autorizou a união de Vaduz e Schellenberg e os elevou a um principado imperial chamado Liechtenstein. Como o novo país consistia apenas de pequenas aldeias agrícolas, sua administração foi inicialmente instalada na cidade mais próxima, Feldkirch, onde o príncipe ordenou a construção do Castelo de Liechtenstein.
Durante as guerras de coligação, Liechtenstein sofreu com repetidas ocupações de tropas estrangeiras, de modo que sua população empobreceu cada vez mais. Durante a Primeira Coligação (1792–1797), as tropas francesas invadiram o principado e, após conflitos entre a Áustria (com apoio russo) e a França, Liechtenstein foi ocupado por tropas napoleônicas durante a Segunda Coligação (1799–1802). Em 1806, Napoleão Bonaparte fundou a Confederação do Reno e incluiu o Principado de Liechtenstein como um dos 16 membros fundadores sem perguntar ao príncipe, de modo que Liechtenstein só se tornou independente sob o príncipe João I. Poucos dias depois, o imperador Francisco I declarou extinto o Sacro Império Romano-Germânico, possibilitando a independência de todas as áreas anteriormente pertencentes a ele. No Congresso de Viena, em 1814/1815, a independência de Liechtenstein foi confirmada e o país foi admitido na Confederação Germânica.
Liechtenstein desenvolveu-se lentamente ao longo dos anos e décadas, permanecendo atrasado por muito tempo. Mesmo com uma revolução em 1848, nenhuma mudança significativa ocorreu a curto prazo. Somente o tratado alfandegário concluído com o Império Austríaco em 1852 trouxe um boom econômico. Além disso, constituição de 1862 levou a mudanças políticas que fizeram com que o príncipe não pudesse mais governar sem restrições.
No decreto federal de 14 de junho de 1866 (contra a Prússia), o representante de Liechtenstein votou a favor da Áustria. Na guerra alemã que se seguiu, o principado apoiou as tropas austríacas contra a Itália, mas não entrou em confronto direto com o inimigo. Com o fim da Confederação Alemã após a guerra e a Prússia sendo autorizada a fundar seu Estado federal, Liechtenstein passou a não fazer parte de nenhuma aliança defensiva. Quando a Confederação da Alemanha do Norte foi expandida para incluir os outros estados do sul da Alemanha e formar o Império Alemão em 1871, Liechtenstein foi deixado de fora, conseguindo manter sua independência. A estreita conexão com a Áustria permaneceu.
Durante a Primeira Guerra Mundial, Liechtenstein manteve neutralidade, também levando em consideração que não poderia se defender em caso de ataque pois seu exército já havia sido dissolvido. Essa postura também foi benéfica pois evitou perdas de trabalhadores relacionadas à guerra. Sua indústria têxtil, construída nas décadas anteriores, poderia ter ganho importância mas os Aliados proibiram o fornecimento de fios por meio da Suíça, de modo que esta sua indústria parou completamente. Isso também foi acompanhado por um empobrecimento da população liechtensteinense. Após o fim da guerra, Liechtenstein finalmente dissolveu o tratado alfandegário com o perdedor da guerra, a Áustria.
A coroa austríaca era a moeda de Liechtenstein até o colapso da monarquia de Habsburgo. O país colocou em circulação dinheiro de emergência, mas este perdeu muito valor e não podia competir com o franco suíço, mesmo porque, apesar de que não era a moeda oficial, o franco suíço era preferido pela população. Em 8 de março de 1920, quando as fronteiras foram fechadas, um censo de coroas e depósitos de coroas no país foi elaborado em segredo para poder determinar as modalidades de troca. Só em 1924 o franco suíço foi introduzido como moeda oficial.
Após a dissolução da união econômica com a Áustria, Liechtenstein se aproximou cada vez mais da Suíça e, finalmente, em 1923 assinou o tratado alfandegário com a Suíça que existe até hoje. Desde então, o principado pertence ao território aduaneiro suíço e a moeda nacional é o franco suíço desde 1924. No entanto, Liechtenstein não concluiu um acordo oficial de moeda com a Suíça até 19 de junho de 1980. O tratado aduaneiro continua a garantir os plenos direitos soberanos ao monarca liechtensteinense e ajuda a conservar até os dias de hoje uma parceria entre a Suíça e Liechtenstein. A fronteira entre a Áustria e Liechtenstein é monitorada pela Guarda de Fronteira Suíça.

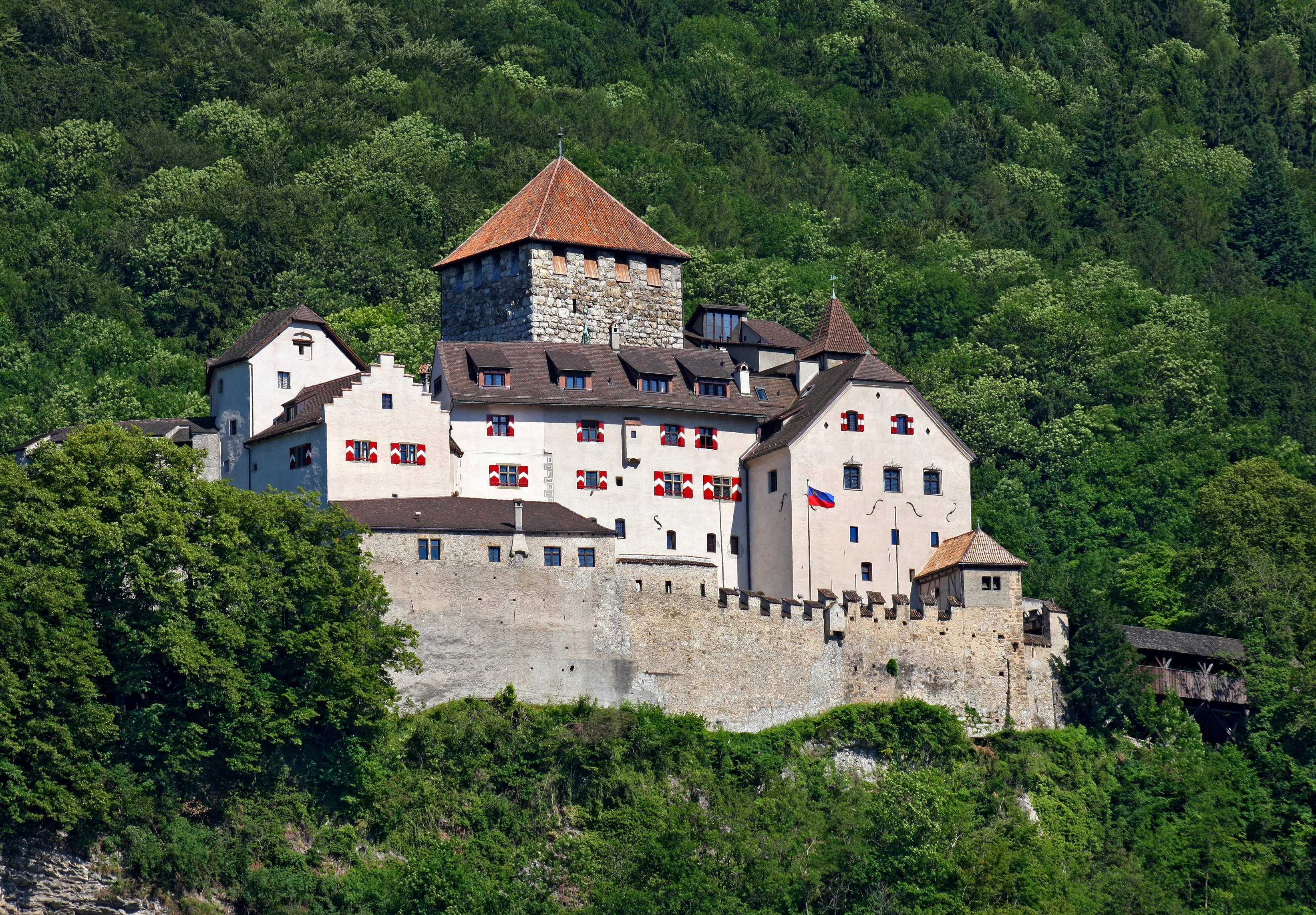
O Castelo de Vaduz, residência medieval da família real de Liechtenstein, uma das mais antigas da Europa.

Depois da "anexação da Áustria" ao Terceiro Reich em março de 1938, o recém-coroado príncipe, Francisco José II, motivado por sua rejeição ao nacional-socialismo, decidiu mudar sua residência do leste da Áustria e sul da Morávia para Liechtenstein, sendo o primeiro dos príncipes do país a fazê-lo.
Assim como na Primeira Guerra Mundial, o principado manteve-se neutro na Segunda Guerra Mundial e nunca se envolveu em operações militares diretas. Em vez disso, foi capaz de tirar proveito de sua localização central, ausência de exército, união aduaneira com a também neutra Suíça, estabilidade política, além de vantagens fiscais. Muitas novas indústrias foram fundadas em Liechtenstein e um forte crescimento econômico teve início.
Desde o final da Segunda Guerra Mundial, Liechtenstein conseguiu se desenvolver como um importante local de negócios com grande estabilidade política. Porém, o sufrágio feminino só foi introduzido em 1984 e a adesão à ONU só ocorreu em 1990. Posteriormente, juntou-se à Associação Europeia de Comércio Livre (em inglês: European Free Trade Association, EFTA), entrou para o Espaço Econômico Europeu (EEE) por meio de um referendo que contou aprovação da maioria e, por fim, tornou-se membro da OMC.
A adesão ao EEE trouxe consigo as quatro liberdades fundamentais (pessoas, bens, serviços e capital) entre a União Europeia e Liechtenstein e os demais membros do EEE, a Noruega e a Islândia. Em 15 de agosto de 2004, o príncipe Hans-Adam II nomeou seu filho e príncipe herdeiro, Aloísio, como seu "vice" e o encarregou de exercer os direitos soberanos aos quais o príncipe tinha direito. No entanto, apenas após a morte de Hans-Adam II, seu título será passado para seu filho.
Em 2008, houve um caso fiscal com a Alemanha, no qual vários sonegadores de impostos alemães foram expostos. Como resultado, Liechtenstein comprometeu-se com uma estratégia consistente de apenas lidar com dinheiro limpo. A nação reforçou as suas medidas regulamentares no centro financeiro e assinou um grande número de acordos bilaterais sobre dupla tributação e/ou troca de informações em matéria fiscal.

## Geografia

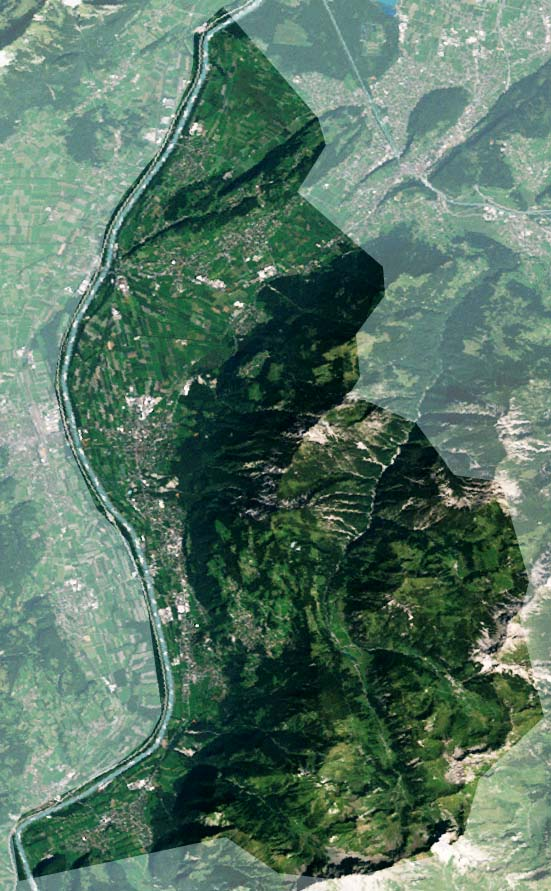
Imagem de satélite de Liechtenstein.

Liechtenstein se localiza na Europa central, entre a Áustria e a Suíça. Não tem acesso ao mar e faz fronteiras com os dois países mencionados anteriormente, tendo os cantões suíços de São Galo e Grisões a oeste e sul (41 km de fronteira) e o estado federal austríaco de Vorarleberga a norte e leste (37 km de fronteira). Em 2006, o governo do país mediu a fronteira utilizando métodos modernos, e verificou que ela estende-se por 77,9 km, 1,9 km a mais do que previamente acreditado. A nação tem uma área de aproximadamente 160 km², 24,7 km de norte a sul e 12,4 de leste a oeste nos pontos mais distantes.
Juntamente com o Uzbequistão, o principado é um dos dois únicos países duplamente encravados, uma vez que está totalmente cercado por outros países sem litoral. Liechtenstein é a sexta menor nação independente do mundo em termos de área.
Da área de terra, 11% é ocupada , 33% é terra agrícola, 41% é floresta e 15% é terra improdutiva.
A maior parte do leste do país consiste da cordilheira de Rätikon, parte dos Alpes centrais. A cordilheira apresente 3 vales, drenados pelo rio Samina. O oeste do país é composto de uma planície drenada pelo rio Reno. Esta região já foi pantanosa, porém um projeto de canais de drenagem em 1930 a tornou o solo do local propício para a agricultura.
O clima pode ser descrito como ameno, continental e bastante influenciado pelo Föhn (massa de ar quente vinda do sul). No inverno, a temperatura pode cair até -15°C, enquanto no verão a temperatura média varia entre 20°C e 28°C. As cadeias de montanhas suíças e as cordilheiras de Vorarleberga protegem contra o ar frio do Atlântico e polar, criando uma camada protetora típica dos Alpes internos. O principado tem pomares com prados de feno e uma longa tradição vitícola. A precipitação anual pode variar entre 900 e 1 200 mm, e em regiões alpinas pode chegar a 1 900 mm. Essas condições climáticas permitem o cultivo de uva e milho, o que é incomum em áreas montanhosas. A duração média do sol é de cerca de 1 600 horas por ano.
O Reno é o maior e mais importante corpo de água de Liechtenstein. Com uma extensão de aproximadamente 27 km, o rio representa a fronteira natural com a Suíça e é de grande importância para o abastecimento de água do principado. Além disso, o Reno é uma importante área de lazer para a população. Com 10 km, o Samina é o segundo maior rio do país. Com águas turbulentas, o rio nasce em Triesenberg e deságua no Ill, na Áustria (perto de Feldkirch).
O único lago formado naturalmente em Liechtenstein é o Gampriner Seelein, tendo surgido em 1927 devido uma inundação do Reno com erosão maciça. Além disso, existem outros lagos criados artificialmente, que são usados principalmente para gerar eletricidade. Um deles é o reservatório Steg, o maior lago do país.
Cerca de metade do território de Liechtenstein é montanhoso. O país fica inteiramente no Rhaetikon, portanto, dependendo da divisão dos Alpes, é atribuído aos Alpes Orientais (divisão dos Alpes em duas partes) ou aos Alpes Centrais (divisão dos Alpes em três partes).
O ponto mais alto do país é o Grauspitz, situado a 2 599 m de altitude, e o ponto mais baixo é o Ruggeller Riet, com uma altitude de 430 m.
No total, existem 32 montanhas em Liechtenstein com uma altitude de pelo menos 2 000 m. Falknishorn, a 2 452 m acima do nível do mar, é sua quinta montanha mais alta e representa seu ponto mais meridional. O triângulo fronteiriço Liechtenstein-Grisões-Vorarleberga é o Naafkopf (2 570 m de altitude).
Tratando-se de desastres naturais, as inundações sempre foram uma ameaça em Liechtenstein. A primeira inundação registrada do Reno data de 1343. Entre os séculos XV e XIX, 48 inundações foram rastreadas no Reno alpino. A superexploração das florestas do Grisões nos séculos XVIII e XIX fez com que mais carga fosse depositada no leito e que este fosse gradualmente elevado devido ao aumento de desgaste e deslizamentos de terra. Para resolver isso, a Suíça e Liechtenstein assinaram um tratado em 1837 que lançou as bases para as atuais estruturas de proteção do rio. As inúmeras inundações do século XIX levaram o país empobrecido à beira da ruína. Em setembro de 1927, o Reno inundou o vale ao norte de Schaan pela última vez.
Apesar do perigo iminente de destruição por deslizamentos de terra, assentamentos foram construídos na área dos cones de detritos, pois a planície do Reno era pantanosa e sujeita a inundações periódicas. Danos causados por deslizamentos de terra são frequentemente registrados, por exemplo em Vaduz em 1666 e 1817. Após fortes inundações no verão de 1854, as primeiras defesas contra inundações foram construídas. Porém, mesmo com grandes investimentos nas estruturas de Rüfe, riscos perduram, como demonstrou um evento devastador em Triesenberg e Triesen em 1995.
O vento Föhn multiplicou os relatos de incêndios em cidades e florestas ao sul de Liechtenstein. Avalanches destruíram nove cabanas em Malbun em 1951 e 15 casas de férias em 1999. Entretanto, o número de áreas de risco vem sendo reduzido desde a década de 1970, graças ao escoramento e reflorestamento.

## Demografia
Liechtenstein possui um território muito pequeno, sem espaço para uma larga população. O país é o quarto menor da Europa, após o Vaticano, Mônaco e San Marino. Sua área total pode ser comparada com a do município brasileiro de São Benedito do Sul, em Pernambuco.
Em 2020, um censo estipulou que o país possui 39 055 habitantes. Segundo a ONU, imigrantes representam boa parte da população, entre estes principalmente alemães, suíços, austríacos, italianos, turcos e portugueses. Dados oficias mostram que, em 2020, 34,5% de sua população era composta por estrangeiros. Pessoas nascidas no exterior compõem dois terços da força de trabalho do país.
No final do século XIX e início do século XX, vários grupos de imigrantes liechtensteinenses radicaram-se no Brasil, inseridos na numerosa corrente de imigrantes austríacos que se dirigiu para São Paulo, Paraná, Santa Catarina e Rio Grande do Sul.
O índice de alfabetização de Liechtenstein é de 100%.

### Crescimento da população

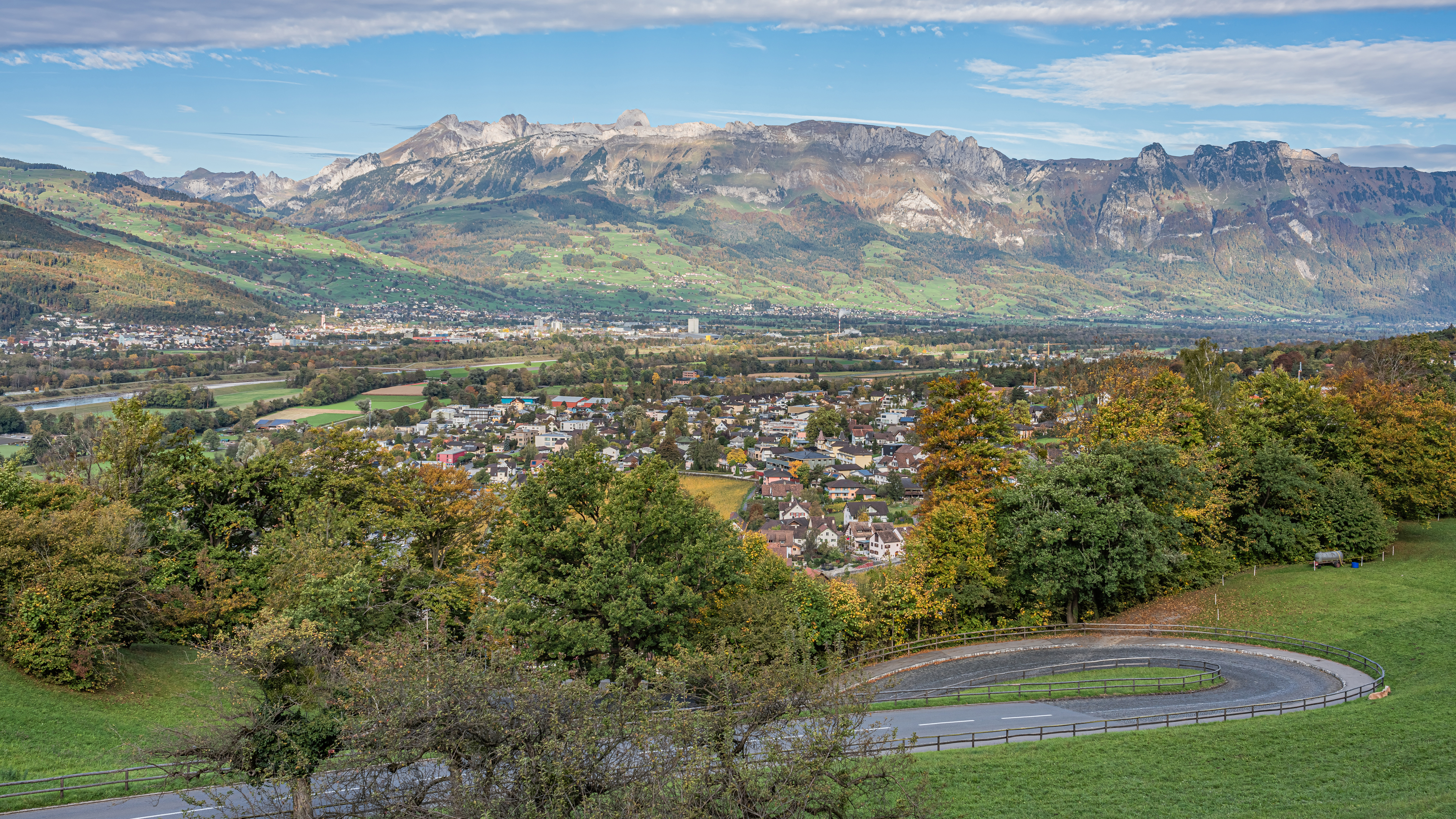
Vista do centro de Vaduz, a capital do país.

Em 2019, a taxa de crescimento da população foi de 0,9%, superando padrões europeus. A média etária da população é de 43,7 anos.
A taxa de natalidade ronda os 9,1 nascidos por cada mil habitantes, apresentando leve queda no ano de 2020 em relação aos anos anteriores. A taxa de mortalidade infantil é de 4,05 para cada mil nascimentos.
A taxa de fertilidade conta 1,69 crianças para cada mulher. No caso da população vivente nas áreas rurais, essa taxa de fertilidade ronda 1,8 crianças. Segundo censos, a população feminina é maior que a população masculina, sendo que este número tende a aumentar.
A população urbana atinge 14,5% da população total.

### Pirâmide demográfica
Contrariando a vertente europeia, Liechtenstein tem uma população relativamente jovem.
A Europa tende a envelhecer, sendo um continente industrializado e desenvolvido, onde a criação de crianças acaba ficando em segundo plano devido a falta de tempo, interesse ou, em casos mais raros, questões financeiras. Porém, em Liechtenstein, essa tendência negativa é superada.
A população jovem do país representa uma boa parte da população total. Os idosos com mais de 65 anos representam um valor mínimo dentro da faixa etária idosa. Mesmo assim, a maioria de seus cidadãos são pessoas entre 15 e 64 anos.
O número de mulheres, segundo esta pirâmide, é superior ao dos homens em todas as faixas etárias.
| População total | 0–14 anos | 15–64 anos | Mais de 65 anos |
| --------------- | --------- | ---------- | --------------- |
| 39 055          | 5 695     | 26 079     | 7 281           |

### Esperança média de vida
A esperança média de vida para a totalidade da população é estimada entre 81,5 a 82 anos de idade. As mulheres conservam uma esperança de vida bem maior que a dos homens, sendo que para eles a estimativa é de 79,8 anos e para elas conta-se nos 84,8 anos.

### Densidade populacional por comuna
| Balzers | Eschen | Gamprin | Mauren | Planken | Ruggell | Schaan | Schellenberg | Triesen | Triesenberg | Vaduz |
| ------- | ------ | ------- | ------ | ------- | ------- | ------ | ------------ | ------- | ----------- | ----- |
| 238     | 435    | 272     | 590    | 91      | 325     | 224    | 308          | 201     | 89          | 332   |

### Línguas
A língua oficial é o alemão; a maioria fala um dialeto germânico do alemão que é altamente divergente do alemão padrão, mas intimamente relacionado aos dialetos falados em regiões vizinhas, como Suíça e Vorarleberga, na Áustria. Em Triesenberg, fala-se um dialeto alemão Walser promovido pelo município. O alemão suíço também é entendido e falado pela maioria dos liechtensteinenses.

### Religiões

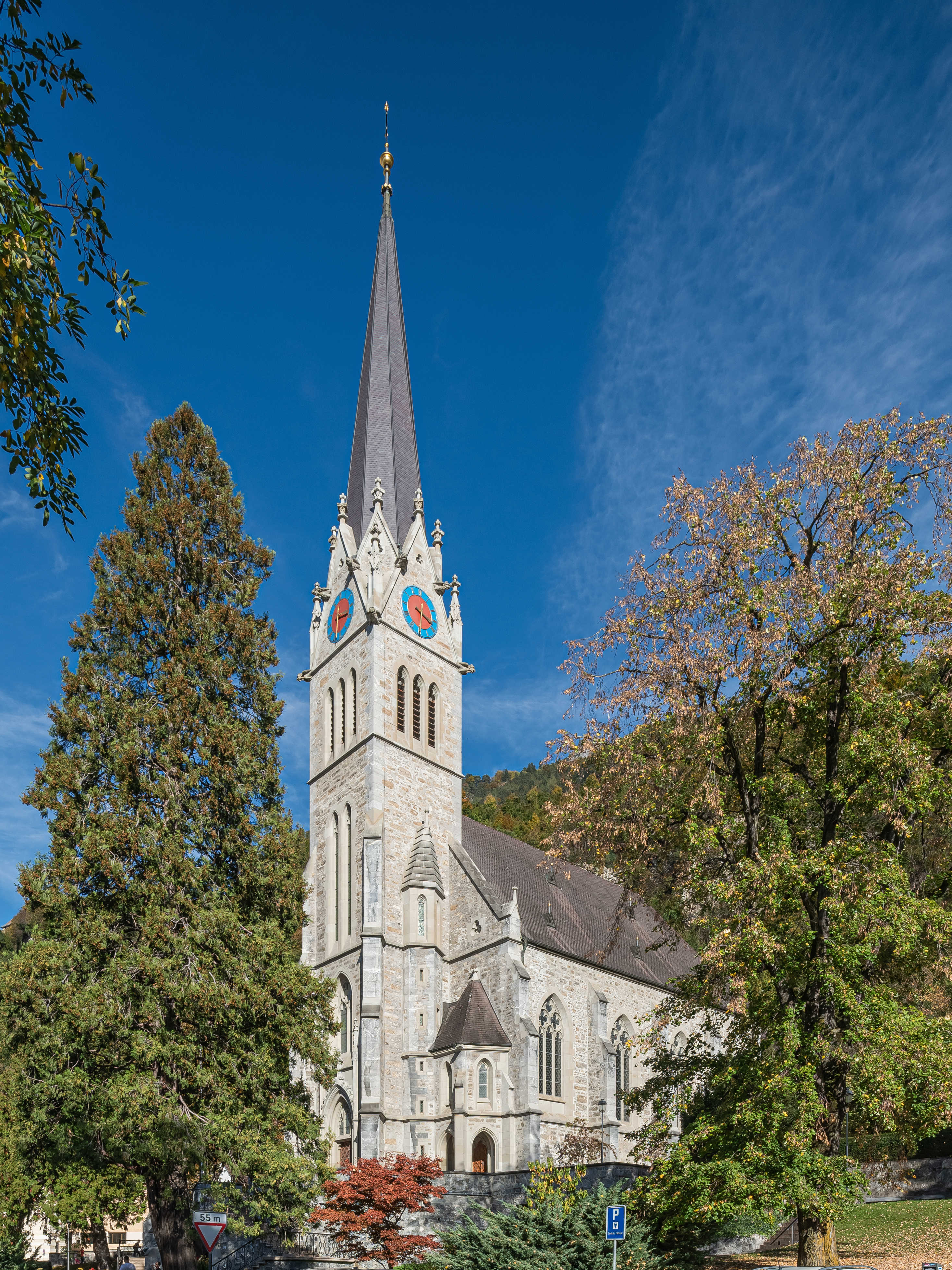
Catedral de São Florin, em Vaduz.

O cristianismo católico apostólico romano é a religião oficial de Liechtenstein.
O país oferece proteção aos adeptos de todas as religiões e considera os "interesses religiosos do povo" uma prioridade do governo. Em suas escolas, embora sejam permitidas exceções, a educação religiosa cristã é exigida por lei. A isenção de impostos é concedida pelo governo a organizações religiosas. Segundo o Pew Research Center, a incidência de conflitos sociais causados por hostilidades religiosas é baixa no país, assim como a restrição à prática da religião por parte do governo.
No século XX, pesquisas oficiais, como a realizada em 1996, apontavam que 86,9% da população do país era cristã. Dados mais recentes, como o censo de 2010, indicam que 85,8% de seus cidadãos são cristãos, com 75,9% sendo católicos e 8,5% sendo protestantes. O restante população portanto, partilha outros credos. A porcentagem da religião islâmica no país (5,4%) deve-se maioritariamente a imigrantes turcos.
Nos últimos anos, a comunidade asiática, principalmente a tibetana, cresceu e inseriu o budismo na cultura do país. Hoje existe somente um centro budista em Liechtenstein, em Vaduz.
A religião influencia grandemente os hábitos da população, tida como mais socialmente conservadora, com a maioria dos crentes sendo praticantes. Praticamente todos os feriados e comemorações do país são dedicados a santos e/ou a acontecimentos bíblicos, com exceção do Dia Internacional do Trabalhador, comemorado em 1 de maio.
| Cristã | Católica | Protestante | Islâmica | Outras | Desconhecido (e/ou não crente) |
| ------ | -------- | ----------- | -------- | ------ | ------------------------------ |
| 85,8%  | 75,9%    | 8,5%        | 5,4%     | 0,8%   | 8%                             |

## Governo e política

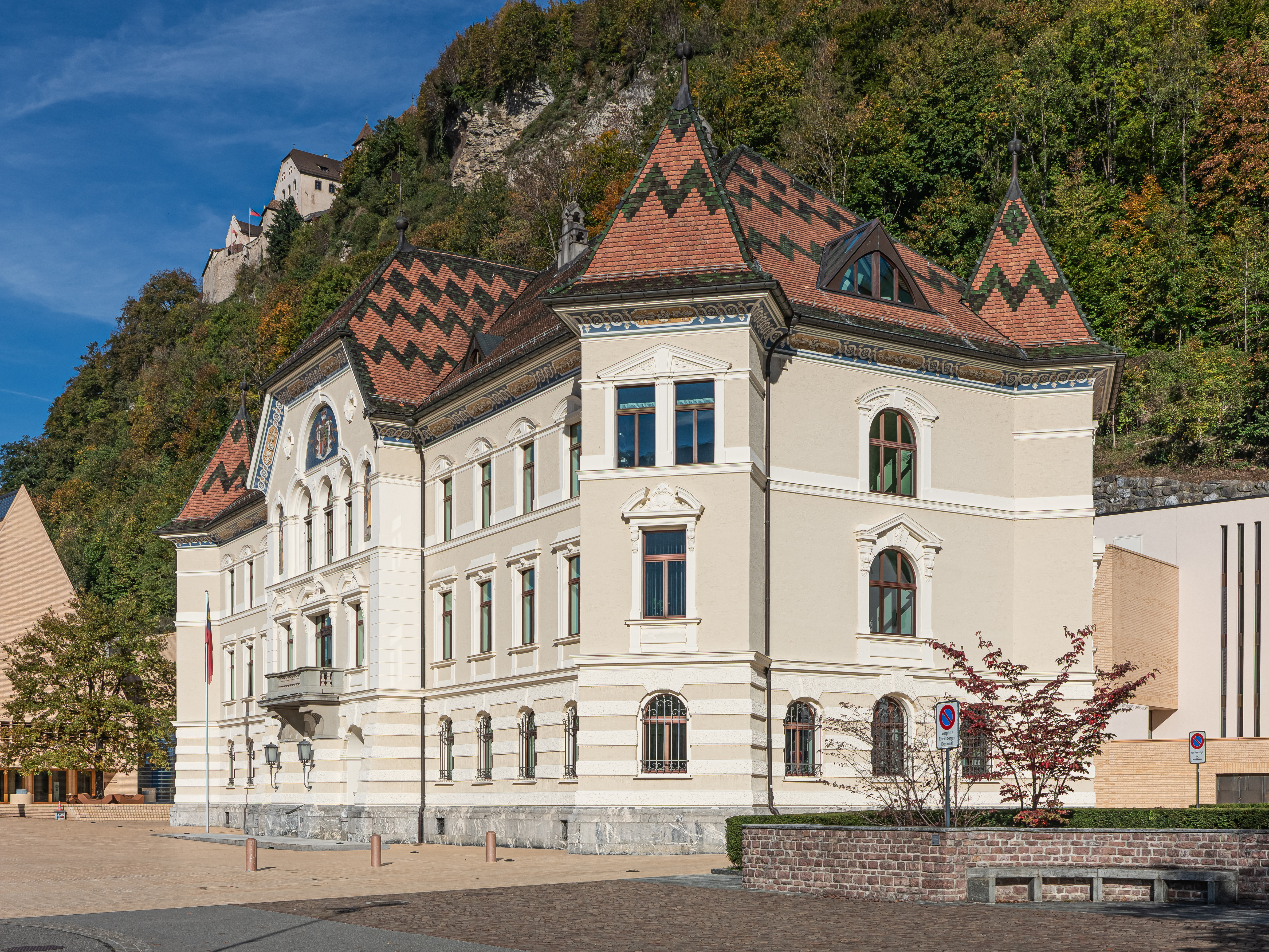
O edifício do parlamento e sede do governo, em Vaduz.

Liechtenstein é um Estado democrático, uma monarquia constitucional parlamentarista, encabeçada pelo príncipe Hans-Adam II, seguido pelo príncipe regente, Aloísio, e um primeiro-ministro ou uma primeira-ministra. A atual Constituição de Liechtenstein foi adotada em março de 2003, substituindo a constituição de 1921. A constituição de 1921 estabeleceu o país como uma monarquia constitucional chefiada pelo príncipe reinante da Casa Principesca de Liechtenstein; um sistema parlamentar havia sido estabelecido, embora o príncipe reinante mantivesse uma autoridade política substancial.
O príncipe reinante é o chefe de Estado e representa a nação nas suas relações internacionais (embora a Suíça tenha assumido a responsabilidade por grande parte de suas relações diplomáticas). O príncipe pode vetar leis adotadas pelo parlamento nacional, o Landtag, além de poder convocar referendos, propor nova legislação e até um novo Landtag, embora a dissolução deste possa estar sujeita a um referendo.
O poder executivo é investido em um governo colegiado composto pelo chefe de governo (primeiro-ministro ou primeira-ministra) e quatro conselheiros de governo (ministros). O chefe de governo e os demais ministros são nomeados pelo príncipe sob proposta do parlamento e com a sua anuência, refletindo o equilíbrio dos partidos no parlamento. Os membros do governo são coletiva e individualmente responsáveis perante o parlamento; o parlamento pode pedir ao príncipe para remover um ministro individual ou todo o governo.
O governo é nomeado pelo parlamento que é, por sua vez, renovado de quatro em quatro anos. Os partidos políticos devem receber pelo menos 8% dos votos nacionais para ganhar assentos no parlamento, ou seja, o suficiente para dois assentos na legislatura de 25 assentos. O parlamento propõe e aprova um governo que o príncipe nomeia formalmente. O parlamento também pode aprovar moções de censura em todo o governo ou em membros individuais. Os dois principais partidos são o Partido Cívico Progressista (em alemão: Fortschrittliche Bürgerpartei, FBP) e a União Patriótica (em alemão: Vaterländische Union, VU). Ambos dominam a vida política liechtensteinense, por vezes tendo dirigido o país em coligação.
O parlamento elege, entre seus membros, um comitê nacional composto pelo presidente do parlamento e quatro membros adicionais. A comissão nacional é incumbida de desempenhar funções de supervisão parlamentar. O parlamento pode convocar referendos sobre a legislação proposta e partilha a autoridade de propor nova legislação com o príncipe e com o número de cidadãos necessários para iniciar um referendo. A constituição permite referendos legislativos.
A autoridade judicial é atribuída ao Tribunal Regional de Vaduz, ao Supremo Tribunal de Apelação Principesco de Vaduz, ao Supremo Tribunal Principesco, ao Tribunal Administrativo e ao Tribunal Estadual. O Tribunal do Estado decide sobre a conformidade das leis com a constituição e tem cinco membros eleitos pelo parlamento.

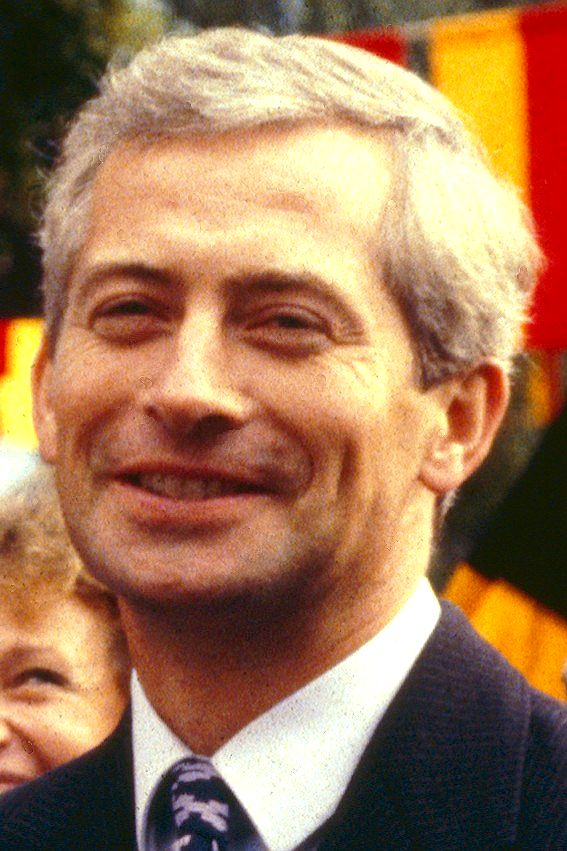
O príncipe soberano atual, Sua Alteza Sereníssima Hans-Adam II de Liechtenstein, que assumiu o trono em 1989.

Em 1 de julho de 1984, o principado se tornou o último país europeu a aprovar o direito ao voto às mulheres por meio de um referendo. O referendo, no qual apenas homens puderam participar, foi aprovado com 51,3% de votos a favor. Após o referendo, foram feitas emendas à constituição para conceder às mulheres o direito de votar nas eleições nacionais, embora não tenham ganhado o direito de votar nas eleições locais em três municípios até 1986.
Em 1990, o país se tornou membro da ONU, confirmando a sua posição democrática na política europeia. No ano seguinte, passou a ser membro integrante da Associação Europeia de Livre Comércio (em inglês: European Free Trade Association, EFTA). Em 1995, entrou efetivamente para o EEE.
Em março de 2003, um polêmico referendo posto em pauta pelo príncipe Hans-Adam, que instituía uma nova constituição e reforçava os poderes do soberano, levantou os ânimos da oposição que exigia a deposição do mesmo. Este, por sua vez, ameaçou que, entre outras coisas, converteria algumas propriedades reais para uso comercial e se exilaria na Áustria caso o referendo não fosse aprovado. A ação movida pelo soberano foi muito criticada internacionalmente, inclusive, pela Comissão de Veneza. A democracia do Estado foi posta em causa e a monarquia apelidada de "autoritária". Porém, o príncipe venceu e viu os seus poderes alargados. A oposição foi notoriamente desacreditada com os resultados deste referendo. Uma proposta para revogar os poderes de veto do príncipe foi rejeitada por 76% dos eleitores em um referendo de 2012.
Os municípios de Liechtenstein têm o direito de secessão por maioria de votos.

### Política externa
Na ausência de poder político ou militar, Liechtenstein tentou preservar sua soberania nos últimos 200 anos por meio da participação em comunidades jurídicas. A cooperação internacional e a integração europeia são, portanto, características constantes da política externa do país, cujo objetivo é permanecer salvaguardando sua soberania reconhecida pelo direito internacional. Para a legitimidade política interna e a sustentabilidade desta política externa, foram e são decisivos os fortes mecanismos decisórios da democracia direta e cidadã.
Fases históricas importantes na política de integração e cooperação do Liechtenstein foram a sua adesão à Confederação do Reno em 1806 e à Confederação Germânica em 1815, assim como a conclusão de acordos bilaterais aduaneiros e monetários com a Monarquia do Danúbio em 1852 e o Tratado Aduaneiro com a Suíça em 1923, a que se seguiu toda uma série de outros importantes tratados bilaterais.
A reconstrução econômica pós-guerra foi seguida pela adesão ao Estatuto do Tribunal Internacional de Justiça em 1950. Em 1975, Liechtenstein assinou o Ato Final de Helsínquia da CSCE (atual OSCE) juntamente com outros 34 estados. Em 1978, o país aderiu ao Conselho da Europa e, em 18 de setembro de 1990, foi admitido na ONU.
Em 1991, Liechtenstein aderiu à Associação Europeia de Comércio Livre como membro de pleno direito e, desde 1995, é membro do EEE e da OMC. Em 2008, aderiu ao Acordo Schengen/Dublin juntamente com a Suíça. Do ponto de vista da política econômica e de integração, as relações no EEE e na UE ocupam uma posição especial em sua política externa. O príncipe herdeiro de Liechtenstein também participa nas reuniões anuais dos Chefes de Estado de países germanófonos (constituídos por membros e não membros da UE).
As relações com a Suíça são particularmente extensas devido à estreita colaboração em muitas áreas; A Suíça realiza tarefas em alguns lugares que seriam difíceis para o principado administrar por conta própria devido ao seu pequeno tamanho. Desde 2000, a Suíça nomeou um embaixador em Liechtenstein, que, no entanto, reside em Berna. Desde o Tratado Aduaneiro Suíço de 1923, a representação consular de Liechtenstein tem sido realizada principalmente pela Suíça.
Liechtenstein mantém missões diplomáticas diretas em Viena, Berna, Berlim, Bruxelas, Estrasburgo e Washington, D.C., bem como missões permanentes da ONU em Nova Iorque e Genebra. Atualmente, missões diplomáticas de 78 países estão acreditadas em Liechtenstein, mas a maioria reside em Berna. A embaixada em Bruxelas coordena os contatos com a UE, Bélgica e também com a Santa Sé.
Durante muito tempo, as relações diplomáticas com a Alemanha foram mantidas por meio de um embaixador não residente, ou seja, uma pessoa de contato que não residia permanentemente na Alemanha. Desde 2002, no entanto, Liechtenstein tem um embaixador permanente em Berlim, enquanto a embaixada alemã na Suíça também é responsável pelo principado. Apesar de conflitos sobre o manuseio de dados bancários e fiscais, o orgão responsável pelas relações internacionais de Liechtenstein considera os contatos muito frutíferos e importantes para o desenvolvimento do país, especialmente na área econômica.
Em 2 de setembro de 2009, Liechtenstein e a Alemanha assinaram um acordo de cooperação e troca de informações em matéria tributária. O texto do acordo segue o modelo de acordo da OCDE e prevê a troca de informações sobre questões fiscais, mediante solicitação, desde 2010. Além disso, Liechtenstein considera a república federal uma importante parceira na proteção de seus interesses na integração europeia. Na esfera cultural, a promoção de projetos desempenha um papel particularmente importante. Por exemplo, a Fundação Hilti (ligada à Hilti, uma multinacional liechtensteinense do ramo da construção civil) financiou a exposição "Tesouros Afundados do Egito" em Berlim, e o Estado doou 20 000 euros após o incêndio na Biblioteca da Duquesa Anna Amalia, em Weimar.

## Subdivisões
Liechtenstein possui duas regiões também consideradas distritos eleitorais; ao norte, Unterland (consistindo de Eschen, Gamprin, Mauren, Ruggell, Schellenberg) e, ao sul, Oberland (consistindo de Balzers, Planken, Schaan, Triesen, Triesenberg e Vaduz). Ao todo, o principado possui onze comunas (em alemão: Gemeinden), sendo muitas delas apenas uma única cidade.
| Comuna | Comuna       | Área (km²) | População (2017) | Densidade (hab/km²) |
|        | Balzers      | 20         | 4.495            | 225                 |
|        | Eschen       | 10         | 4.375            | 437                 |
|        | Gamprin      | 6          | 1.657            | 276                 |
|        | Mauren       | 7          | 4.298            | 614                 |
|        | Planken      | 5          | 448              | 90                  |
|        | Ruggell      | 7          | 2.243            | 320                 |
|        | Schaan       | 27         | 5.983            | 221                 |
|        | Schellenberg | 4          | 1.090            | 272                 |
|        | Triesen      | 26         | 5.120            | 197                 |
|        | Triesenberg  | 30         | 2.618            | 87                  |
|        | Vaduz        | 17         | 5.450            | 320                 |
| Total  | -            | 160        | 37.877           | 227                 |

## Economia

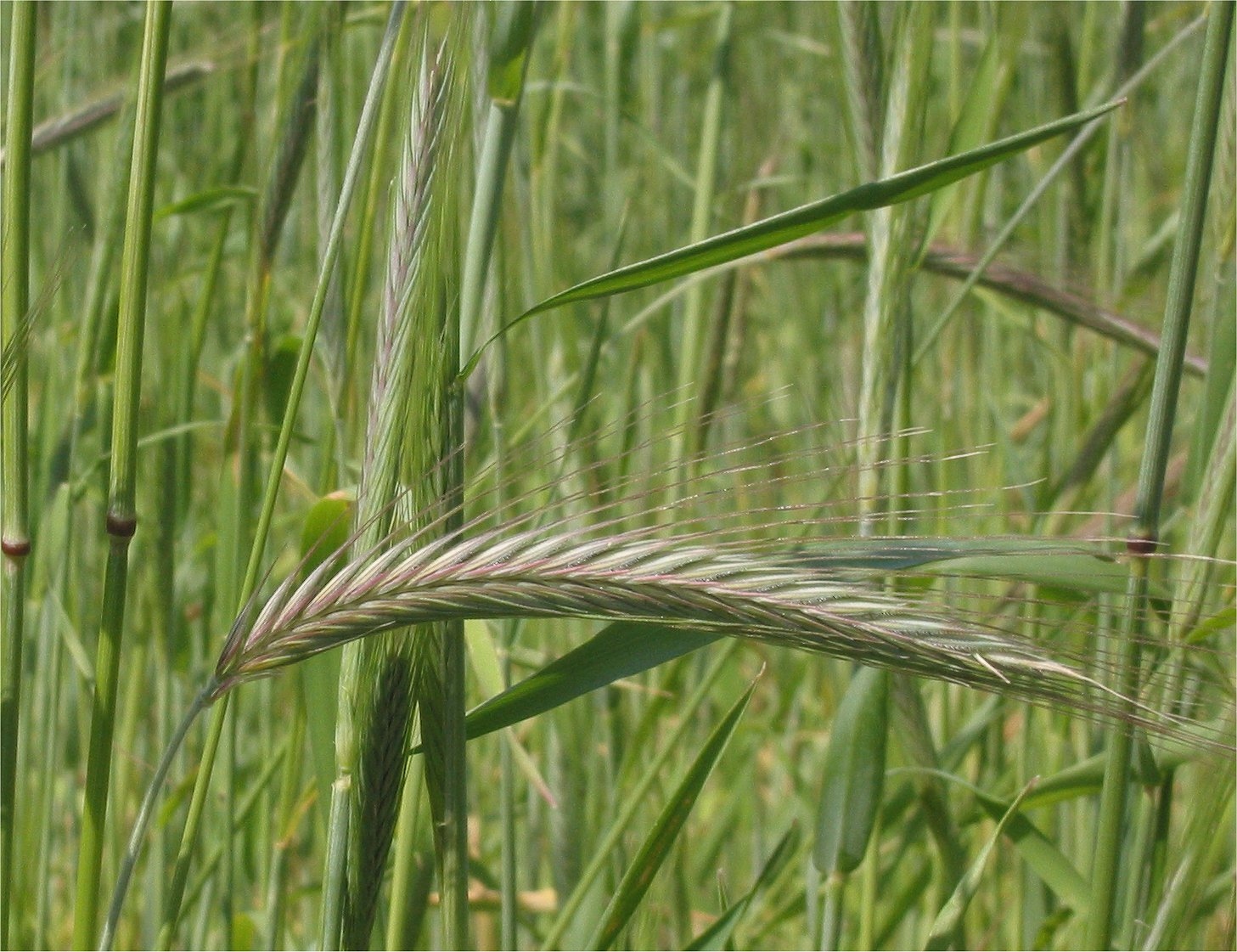
Os cereais, como o centeio, são o produto mais cultivado no país.

Apesar de ser pequeno na área geográfica e de possuir limitados recursos, Liechtenstein é um dos Estados mais ricos do mundo e um dos poucos países com mais empresas e/ou companhias internacionais por habitante. Tem um desenvolvimento próspero e audaz, é altamente industrializado e com uma economia livre.
O governo trabalha para harmonizar suas políticas econômicas com as de uma Europa integrada. Em 2008, a taxa de desemprego situou-se em 1,5%. Em 2014, o CIA World Factbook estimou seu PIB, em uma base de paridade de poder de compra, em 4,978 bilhões de dólares estadunidenses. Em 2009, a estimativa per capita era de 139 100 dólares, a mais alta no mundo.
Com um escasso território, Liechtenstein importa quase tudo o que consome. Apesar de produzir energia hidroelétrica e solar fotovoltaica, cerca de 85% da sua energia é importada. Inclusive, as matérias-primas para a sua indústria resultam da importação. Entretanto, seu alto desenvolvimento industrial permite que as exportações superem eficazmente as importações. Segundo dados referentes a 2001, as importações representaram 906 milhões de dólares e as exportações 1,818 milhões de dólares.
As indústrias incluem eletrônicos, têxteis, instrumentos de precisão, fabricação de metais, ferramentas elétricas, parafusos de ancoragem, calculadoras, produtos farmacêuticos e alimentícios. Sua multinacional mais reconhecida e maior empregadora é a Hilti, fabricante de ferramentas de fixação direta e outras ferramentas elétricas de ponta. O país é também a "casa" da calculadora Curta. Liechtenstein produz não apenas cereais como trigo, aveia, centeio e milho, mas também vinhas, frutas variadas, cevada, batata, laticínios e vinho; áreas usadas para agricultura ocupam pouco mais de 30% da sua superfície.
O turismo representa uma grande parte da economia do país. De fato, o Airbnb uma vez disponibilizou o aluguel do principado para um grupo de 450 a 900 hóspedes por cerca de 70 mil dólares por noite. A inusitada proposta rendeu um IgNobel de economia ao país em 2003.

### Tributação
O governo de Liechtenstein tributa a renda pessoal, a renda comercial e a principal (riqueza). A alíquota básica do imposto de renda pessoal é de 1,2%. Quando combinado com o imposto de renda adicional imposto pelos municípios, a taxa de imposto de renda combinada é de 17,82%. Um imposto de renda adicional de 4,3% é cobrado de todos os funcionários inclusos no programa de segurança social do país. Esta taxa é mais elevada para os trabalhadores independentes, até um máximo de 11%, tornando a taxa máxima de imposto sobre o rendimento de cerca de 29% no total. A alíquota básica do imposto sobre a riqueza é de 0,06% ao ano e a alíquota total combinada é de 0,89%. A alíquota do imposto sobre o lucro das empresas é de 12,5%.
Os impostos sobre doações e heranças em Liechtenstein variam dependendo da relação que o destinatário tem com o doador e do valor da herança. O imposto varia entre 0,5% e 0,75% para cônjuges e filhos e 18% a 27% para beneficiários não relacionados. O imposto de propriedade é progressivo.
Liechtenstein recebeu anteriormente receitas significativas de entidades financeiras criadas para ocultar o verdadeiro proprietário das participações financeiras de estrangeiros não residentes. Essa prática costumava fazer do país um paraíso fiscal popular para indivíduos e empresas extremamente ricos que tentavam evitar ou evadir impostos em seus países de origem. Nos últimos anos, Liechtenstein demonstrou uma determinação em processar branqueadores de capital internacionais e trabalhou para promover uma imagem como um centro financeiro legítimo. Em fevereiro de 2008, o banco LGT do país foi implicado em um escândalo de fraude fiscal na Alemanha, que prejudicou o relacionamento da família governante com o governo alemão. O príncipe herdeiro, Aloísio, acusou o governo alemão de tráfico de bens roubados, referindo-se à compra de 7,3 milhões de dólares estadunidenses de informações bancárias privadas oferecidas por um ex-funcionário do Grupo LGT. O subcomitê do Senado dos EUA sobre bancos paraísos fiscais afirmou que o banco LGT: "É um parceiro disposto e um auxiliar e cúmplice de clientes que tentam evadir impostos, iludir credores ou desafiar ordens judiciais".
O caso fiscal de Liechtenstein de 2008 é uma série de investigações fiscais em vários países cujos governos suspeitam que alguns de seus cidadãos tenham feito evasão fiscal usando bancos e fundos fiduciários em Liechtenstein; o caso começou com o maior complexo de investigações já iniciadas por evasão fiscal na Alemanha. Também foi visto como uma tentativa de pressionar Liechtenstein, até então um dos paraísos fiscais não cooperantes restantes. Em 27 de maio de 2009, a OCDE removeu Liechtenstein da lista de países não cooperantes.
Em agosto de 2009, o departamento do governo britânico HM Revenue & Customs concordou com Liechtenstein para começar trocas de informações. Acredita-se que até 5 mil investidores britânicos tenham cerca de 3 bilhões de libras depositados em contas e fundos no país.
Em outubro de 2015, a União Europeia (UE) e Liechtenstein assinaram um acordo fiscal para garantir a troca automática de informações financeiras em caso de litígios fiscais. A coleta de dados começou em 2016. Esse foi mais um passo para alinhar o principado com outros países europeus em relação à tributação de pessoas físicas e jurídicas.

### EFTA e Área Econômica Europeia

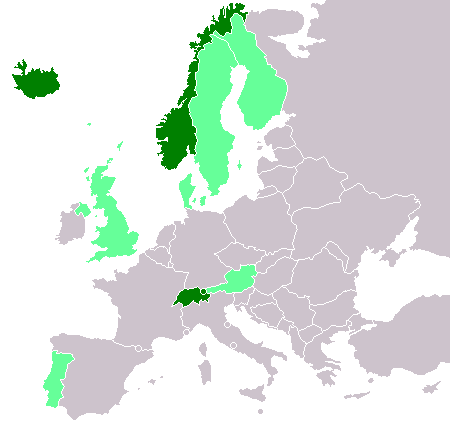
Países membros
Ex-membros

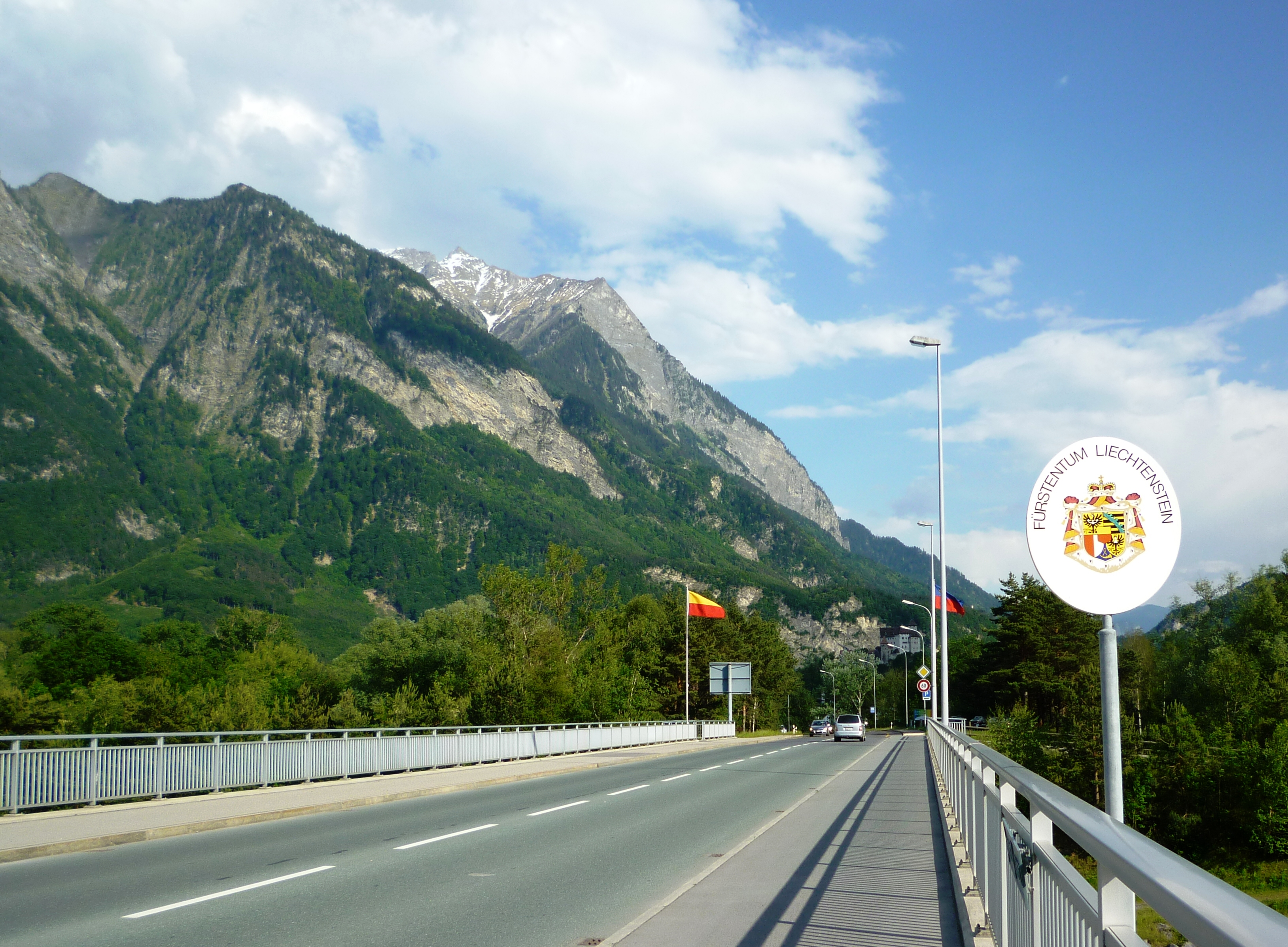
Fronteira de Liechtenstein com a Suíça.

Em 1991, o país associou-se à Associação Europeia de Comércio Livre (em inglês: European Free Trade Association, EFTA), uma organização europeia útil aos países que não tinham aderido à Comunidade Europeia. Portugal foi um dos membros fundadores, mas neste ano já pertencia à UE.
Com a criação da Área Econômica Europeia, uma organização que serviu de ponte comercial e econômica entre a Comunidade Econômica Europeia e os países membros da EFTA, o país passou a pertencer ao maior mercado do mundo. Por decisão de um referendo público, a Suíça não seguiu os seus passos, mas montou sobre a importância de Liechtenstein na organização bilateral uma ponte de influências que dura até aos dias de hoje. Assim, o país além de servir os seus interesses, serve também os interesses, indiretamente, da vizinha alpina, reafirmando a sua dependência desta. Sob a tutela de Liechtenstein, a Suíça realizou vários acordos bilaterais com a UE que a permitiram usufruir das mesmas vantagens dos membros da Área Econômica Europeia.
Mas nem esta abertura do país a quatro liberdades fundamentais, sendo uma delas a liberdade de movimento de pessoas e trabalhadores, impediu que o desemprego duplicasse em 2002, embora nos anos seguintes tenha reduzido. Em 2020, a taxa de desemprego foi de 1,9%.

## Infraestrutura

### Educação
Liechtenstein tem uma complexa e eficaz estrutura escolar, que passa pela pré-educação, a educação primária, a educação secundária e, opcionalmente, a educação universitária. Resultante destas bases educacionais, segundos registos oficiais, 0% da população é analfabeta. Em 2006, um relatório do Programa Internacional de Avaliação de Alunos (PISA), coordenado pela OCDE, classificou a educação em Liechtenstein como a décima melhor no mundo. Em 2012, o país teve as pontuações mais altas do PISA entre todos países europeus.
A educação primária, em Liechtenstein, completa-se em cinco anos. O nível Baixo Secundário completa-se, no máximo, em quatro anos, enquanto o Secundário Superior completa-se em somente um ano. O Secundário Sênior tem uma duração de três anos.
A longevidade durante o nível Baixo Secundário provém de três tipos escolas diferentes: Oberschule (4 anos), Realschule (4 anos), e Gymnasium (3 anos). No Secundário Superior é um ano voluntário, ou seja, somente se inscreve quem o quiser fazer. Este ano é passado no ginásio, onde os alunos têm novas ofertas disciplinares, como novas línguas, educação musical e artística, leis/economia, matemática e ciências, num grau mais avançado.
Depois os estudos são completados no Secundário Sénior, onde depois de terminarem o exame Matura, que tem a mesma função que os exames do Secundário em Portugal, o aluno recebe o certificado Matura, reconhecido pelas universidades suíças, austríacas e pela Universidade de Tübingen, na Alemanha. Na universidade, os estudantes têm que enfrentar três níveis. O primeiro é o Bacharelato, o segundo é o Mestrado e o terceiro é o Doutoramento. Em 2007, o Liechtenstein entrou no Programa Erasmus.
Todos os professores, antes de lecionarem, recebem um treino prévio na Áustria, Suíça ou Alemanha. Somente depois deste demorado processo é que os professores recebem o certificado, com o qual podem lecionar.
A escolaridade primária é custeada pelo Estado, a exemplo dos países da Europa Ocidental. Contudo, a educação pública pode ficar fora de alcance quando se trata de imigrantes. A educação das crianças imigrantes que já tenham iniciado a sua educação noutro país, nomeadamente, o seu país de origem, fica à mercê do poder econômico dos seus pais e/ou familiares responsáveis.
O órgão responsável pela educação é o Ministério das Relações Exteriores, Educação e Esporte (em alemão: Ministerium für Äusseres, Bildung und Sport).

### Saúde
Liechtenstein conta com um sistema de saúde universal considerado eficiente e tecnologicamente avançado, comparável ao suíço. Boa parte dos fundos governamentais do país são investidos na manutenção dos aparelhos de saúde distribuídos pelo país e em novas tecnologias, para fornecer aos cidadãos o melhor sistema de saúde possível.
Contudo, a saúde privada pode custar caro a quem dela usufrui. Para os turistas, por exemplo, caso tenham algum incidente no país, antes da viagem as agências promotoras intermediam contratos com o Estado, tornando os custos dos atendimentos médicos mais baratos para o cliente. Os planos básicos cobrem tratamentos especializados de nações vizinhas, como Suíça e Áustria, embora os pacientes compartilhem alguns custos. Os exames regulares de saúde com clínicos gerais são totalmente cobertos, sem despesas adicionais.
Todos os residentes permanentes devem contribuir para o fundo nacional de saúde e os empregadores devem registar o seus funcionários no fundo de seguro de saúde. Empregadores e empregados financiam o fundo de saúde. Indivíduos a cargo são abrangidos pelas contribuições pagas por seus familiares assalariados. Os desempregados, os pensionistas e os beneficiários de subsídio de doença de longa duração ou licença-maternidade não têm que pagar contribuições para cuidados médicos. Os trabalhadores independentes devem fazer as suas próprias contribuições. O fundo nacional de saúde cobre a maioria dos serviços médicos, incluindo tratamento por especialistas, hospitalização, prescrições, gravidez, parto e reabilitação.
O hospital do país é o Hospital Nacional, localizado em Vaduz. O atendimento emergencial no hospital é público e está disponível mesmo para quem não possui seguro. Existem numerosos centros de saúde em todo o país que prestam não só atendimento ambulatorial, mas uma ampla variedade de serviços especializados, podendo atender emergências. Fora de Vaduz, cada cidade tem um serviço de emergência operado por clínicos gerais e especialistas, além de paramédicos que viajam com o serviço de ambulância. Existem farmácias distribuídas por todo o país. Parte dos médicos ativos são estrangeiros, majoritariamente suíços.
Em caso de doenças graves ou fraturas ósseas complicadas, os pacientes são transferidos para hospitais na Suíça ou na Áustria.
Existem clínicas privadas com pessoal e gestão de médicos e especialistas independentes que operam em Liechtenstein. Há também cerca de 26 dentistas no país, com todos os cuidados odontológicos sendo privados, portando, diretamente pagos.
O aborto voluntário é ilegal em quase todas as circunstâncias em Liechtenstein, além de punível com pena de prisão para ambos, paciente e médico(a). Uma tentativa de legalizá-lo em 2011 foi rejeitada pelos eleitores. Em abril e novembro de 2012, o Landtag falhou em avançar com propostas de relaxamento das leis de aborto. Quem opta por fazer um aborto deve cruzar a fronteira para Suíça ou Áustria para que o procedimento seja realizado legalmente.
Apta a beber, a água nacional, proveniente dos rios locais como o rio Samina, é de excelente qualidade. Antes de ser devolvida aos rios, a água passa por um complexo e competente processo de tratamento, igualando-se à maior parte dos países europeus.
O organismo que rege a segurança alimentar pública é a Secretaria de Controle de Alimentos e Veterinária (em alemão: Amt für Lebensmittelkontrolle und Veterinärwesen), cujas funções se assemelham à portuguesa ASAE. Este instituto supervisiona a qualidade, a higienene, a embalagem e a viabilidade dos produtos alimentares que entram e saem do país antes de serem consumidos pelo público, tendo uma ação direta na regulamentação e manutenção da saúde pública do país.

### Transporte

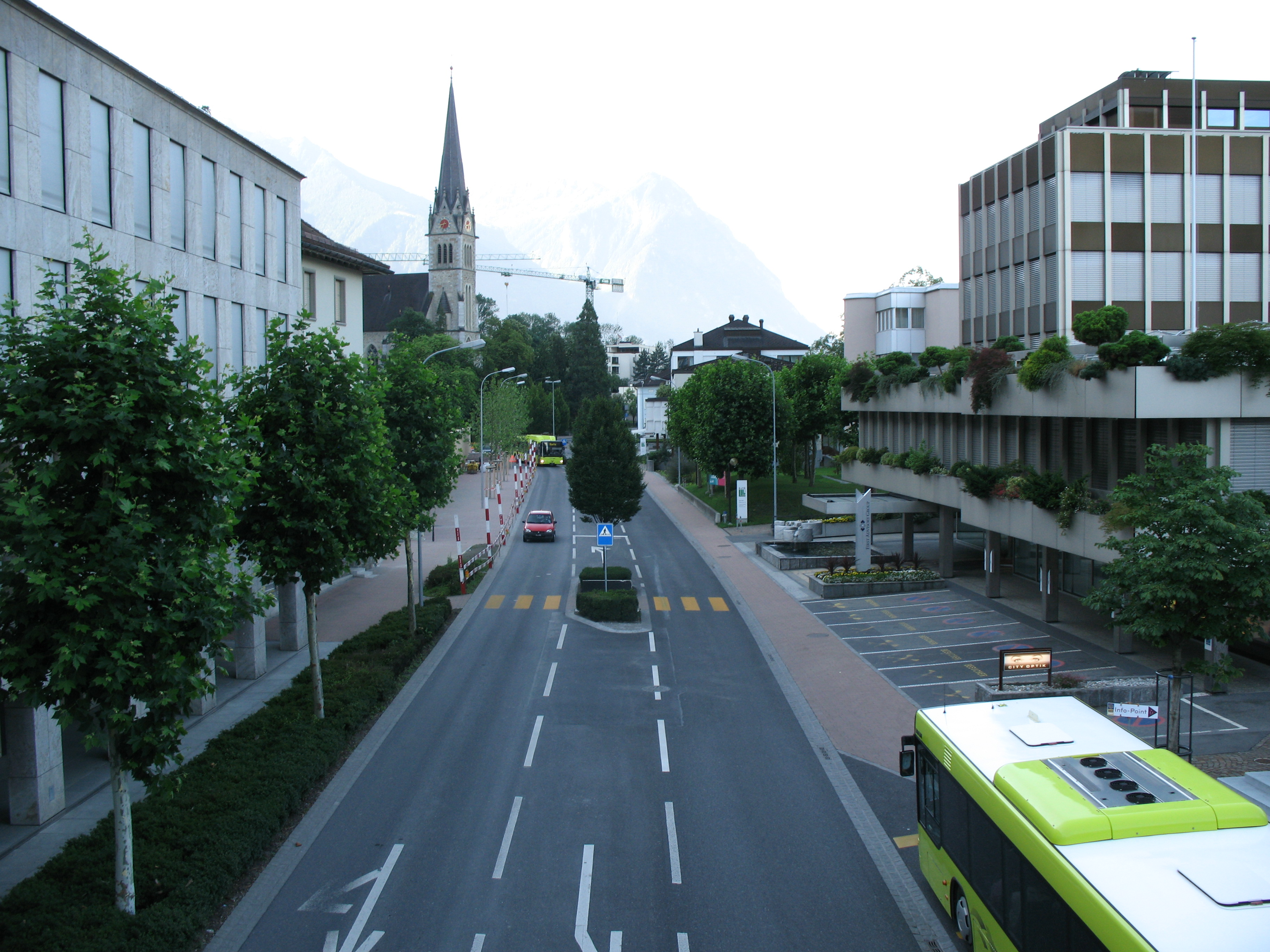
Avenida no centro de Vaduz.

Existem cerca de 250 km de estradas pavimentadas em Liechtenstein, com 90 km de ciclovias marcadas.
Uma ferrovia de 9,5 km conecta a Áustria e a Suíça através de Liechtenstein. As ferrovias do país são administradas pelas Ferrovias Federais Austríacas (em alemão: Österreichische Bundesbahnen, OBB) como parte da rota entre Feldkirch, na Áustria, e Buchs, na Suíça.
Existem quatro estações ferroviárias em Liechtenstein servidas por um serviço de comboios com paradas irregulares entre Feldkirch e Buchs fornecido pelas Ferrovias Federais Austríacas. Embora o EuroCity e outros trens internacionais de longa distância também viajem ao longo da rota, eles normalmente não param nas estações dentro das fronteiras de Liechtenstein.
A companhia de ônibus liechtensteinense Liechtenstein Bus é uma subsidiária do sistema Swiss Postbus, mas funciona separadamente e se conecta à rede de ônibus suíça em Buchs e em Sargans. Os ônibus também vão para a cidade de Feldkirch.
Liechtenstein é um dos poucos países sem aeroporto. O aeroporto mais próximo é o Aeroporto de Zurique, na Suíça (a 130 km). O pequeno aeroporto mais próximo é o Aeroporto de São Galo-Altenrhein (a 50 km). O Aeroporto de Friedrichshafen também oferece acesso a Liechtenstein, pois fica a 85 km de distância. O heliporto de Balzers está disponível para voos fretados de helicóptero.

### Segurança e defesa
A Polícia Nacional (em alemão: Landespolizei) é responsável pela segurança pública em Liechtenstein. É composta por cerca de 125 funcionários, com todos os oficiais equipados com armas de fogo. O país tem uma das menores taxas de criminalidade do mundo, tendo poucos presos, ou mesmo nenhum, sendo que aqueles com sentenças superiores a dois anos são transferidos para a jurisdição austríaca. A Polícia Nacional de Liechtenstein mantém um tratado trilateral com a Áustria e a Suíça que permite uma estreita cooperação transfronteiriça entre as forças policiais dos três países. Liechtenstein segue uma política de neutralidade e é um dos poucos países do mundo que não possui militares. O exército foi abolido logo após a Guerra Austro-Prussiana de 1866, na qual Liechtenstein colocou em campo um exército de 80 homens, embora não estivessem envolvidos em nenhum combate. Não houve vítimas; de fato, a unidade contava com 81 no retorno devido a uma ligação militar austríaca que acompanhou o exército de volta para casa. A dissolução da Confederação Germânica naquela guerra libertou Liechtenstein de sua obrigação internacional de manter um exército e seu parlamento aproveitou esta oportunidade para recusar o financiamento de um. O príncipe se opôs, pois tal movimento deixaria a nação indefesa, mas cedeu em 12 de fevereiro de 1868 e dissolveu a força. O último soldado que serviu o exército do país morreu em 1939 aos 95 anos.
Em 1985, o Exército Suíço disparou projéteis durante um exercício e, por engano, queimou um pedaço de floresta dentro de Liechtenstein. O incidente teria sido resolvido "por causa de uma caixa de vinho branco".
Em março de 2007, uma unidade de infantaria suíça com 170 homens se perdeu durante um exercício de treinamento e inadvertidamente cruzou 1,5 km em Liechtenstein. A invasão acidental teve fim quando a unidade percebeu seu erro e retornou à Suíça. Mais tarde, o Exército Suíço informou Liechtenstein da incursão e se desculpou oficialmente.
Em 2017, Liechtenstein assinou o Tratado sobre a Proibição das Armas Nucleares da ONU.

## Cultura

### Artes

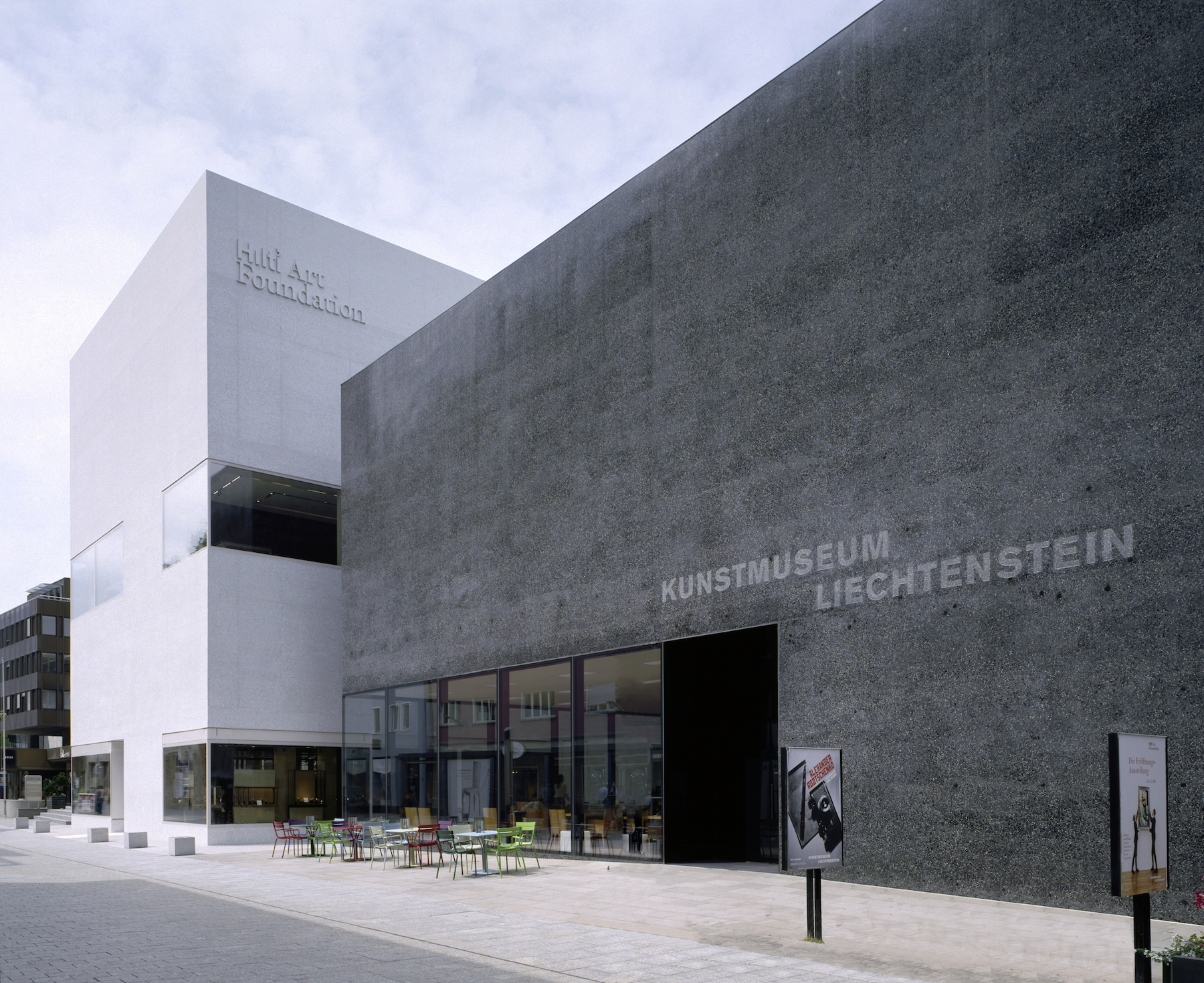
Kunstmuseum, o Museu de Belas Artes de Liechtenstein, localizado em Vaduz.

Contemplando uma região marcada pelas culturas suíça, austríaca e alemã, Liechtenstein cresceu sob grande influência das três, sendo que a sua própria cultura se assemelha e espelha nas duas supra-citadas. Toda a cultura está muito ligada ao clima frio da região montanhosa.
Sob uma arquitetura maioritariamente medieval, robusta e austera, erguida sobre as escarpas submetidas a temperaturas gélidas durante o inverno, surgiu Liechtenstein. Esta é proeminente e continua a ser o marco do país. O seu principal monumento é o Castelo de Vaduz. Fortalezas intemporais, de incorruptível aspecto, ergueram-se sobre as escarpas verdes e rochosas na Idade Média e mantêm-se até hoje, em pleno estado de conservação.
A música e o teatro assumem já um papel de destaque. Existem várias instituições que os promovem, e, no panorama artístico mundial, o país surge na música como uma referência contemporânea a ter em conta. Entre os artistas liechtensteinenses de maior renome, está o organista e compositor Josef Rheinberger (1839–1901).
O design de moda é quase inexistente no país, sendo que o mesmo ainda não abriu as suas fronteiras à entrada desta indústria. No entanto, os têxteis imperam na indústria nacional e assumem um papel importante na sua economia.
No âmbito das artes decorativas, atualmente o país dá grandes passos no panorama europeu, através de mostras das coleções dos seus museus. A arte contemporânea está presente no exterior e no interior de edifícios museológicos como o Kunstmuseum.
Outro museu importante é o Museu Nacional de Liechtenstein (em alemão: Liechtensteinisches Landesmuseum), que apresenta exposições permanentes sobre a história cultural e natural do país, bem como exposições especiais. Há também um museu de selos, um museu de esqui e um museu do estilo de vida rural.
A Biblioteca Estadual de Liechtenstein (em alemão: Liechtensteinische Landesbibliothek) é a biblioteca que possui depósito legal para todos os livros publicados no país.
Os locais históricos mais famosos são o Castelo de Vaduz, o Castelo de Gutenberg, a Casa Vermelha e as ruínas de Schellenberg.
A Coleção de Arte Privada do Príncipe de Liechtenstein é exibida no Museu de Liechtenstein, em Viena, na Áustria.
No feriado nacional do país, todos são convidados para visitar o castelo do príncipe, onde ocorre celebração, discursos são feitos e cerveja é servida como cortesia.

### Desporto

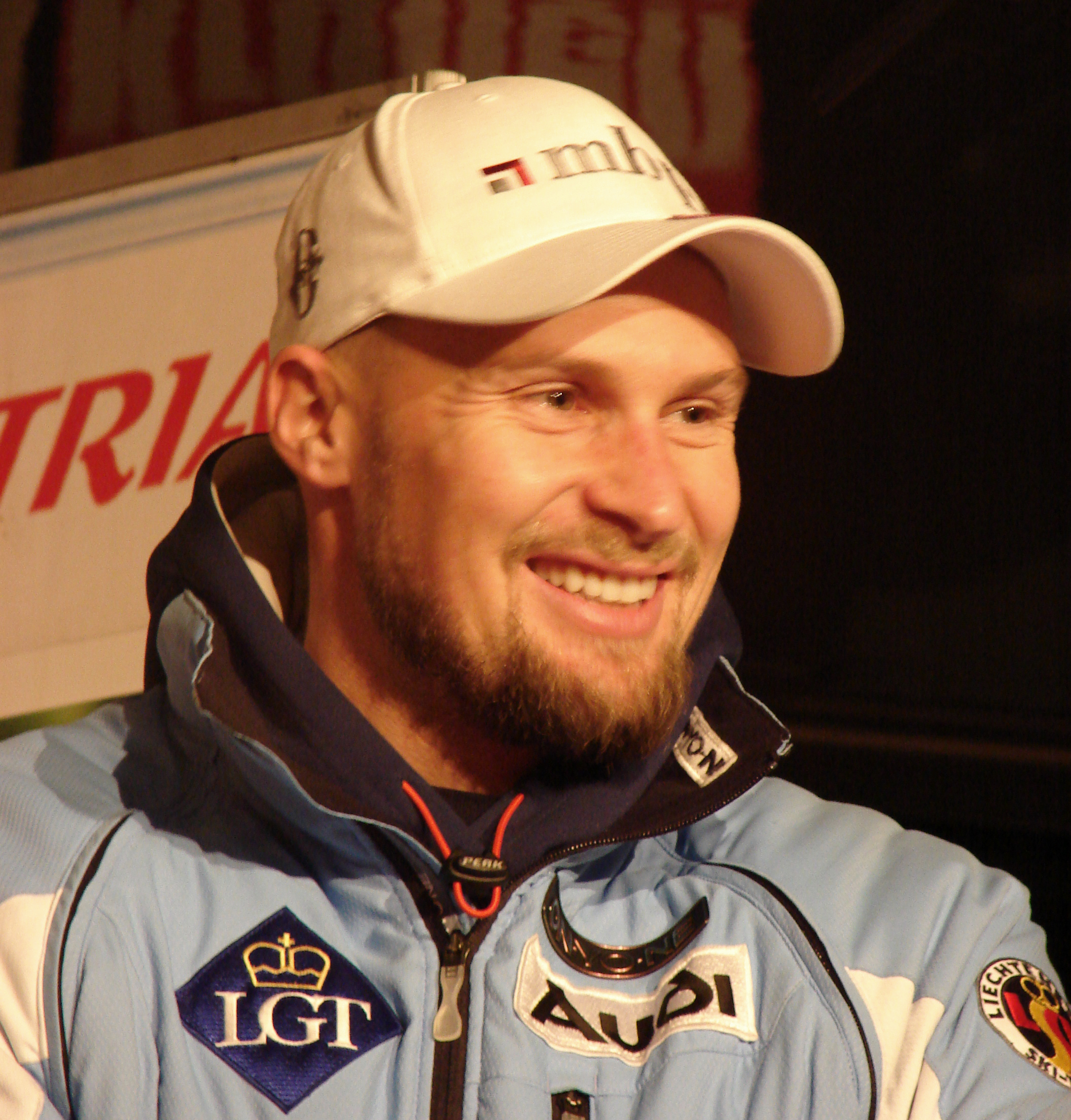
Marco Büchel, o primeiro esquiador alpino de Liechtenstein a competir em seis Olimpíadas de Inverno.

Como um pequeno principado, Liechtenstein surpreende quando, com incentivo do próprio soberano e dos governantes, investe cada vez mais no ensino e/ou prática de desportos como base para uma ampla educação. Como retorno pela promoção de atividades desportivas, estas significam para o governo parte de seus lucros, uma vez que, em tempos de inverno, e mesmo no verão, sua área é procurada para a prática de desportos como o rafting, canoagem, esqui alpino, escalada e até pedestrianismo. O Ministério das Relações Exteriores, Educação e Esporte (em alemão: Ministerium für Äusseres, Bildung und Sport), por meio do Gabinete de Desporte (em alemão: Stabsstelle für Sport, SSP), é o órgão governamental mais próximo de todas as associações/instituições desportivas, clubes e academias. O Comitê Olímpico de Liechtenstein (em alemão: Liechtensteinisches Olympisches Komitee) representa o país durante as Olimpíadas.
Como um país alpino, a principal oportunidade para Liechtenstein se destacar em desportos são nos desportos de inverno como, por exemplo, descida livre. A esquiadora Hanni Wenzel ganhou duas medalhas de ouro e uma de prata nos Jogos Olímpicos de Inverno de 1980 (ela ganhou bronze em 1976), seu irmão, Andreas, ganhou uma medalha de prata em 1980 e uma medalha de bronze em 1984 no evento de slalom gigante, e sua filha, Tina Weirather, ganhou uma medalha de bronze em 2018 no Super-G. Com dez medalhas no total (todas em esqui alpino). Liechtenstein ganhou mais medalhas olímpicas per capita do que qualquer outra nação. É o menor país a ganhar uma medalha em qualquer Olimpíada e, atualmente, o único a obter uma medalha nos Jogos de Inverno, mas não nos Jogos de Verão. Outros de seus esquiadores notáveis são: Marco Büchel, Willi Frommelt, Paul Frommelt e Ursula Konzett.
O automobilismo também é popular entre os liechtensteinenses. Em 1973 e 1974, o automobilista estadunidense de ascendência alemã-colombiana Rikky von Opel competiu sob a bandeira de Liechtenstein na Fórmula 1. O liechtensteinense Manfred Schurti (piloto da Porsche) competiu em 9 edições das 24 Horas de Le Mans. Atualmente, a nação é representada internacionalmente por Fabienne Wohlwend no Ferrari Challenge e na Fórmula 3, bem como Matthias Kaiser, que compete em corridas de resistência de protótipo.
No tênis, atletas como Stephanie Vogt e Kathinka von Deichmann tiveram vários graus de sucesso no circuito feminino. Aliás, existem vários clubes de tênis no principado, entre eles a Equipe Liechtensteinense de Copa Davis e a Equipe Liechtensteinense de Fed Cup.
Na natação, Julia Hassler e Christoph Meier representaram o país nos Jogos Olímpicos de Verão de 2016.

#### Futebol

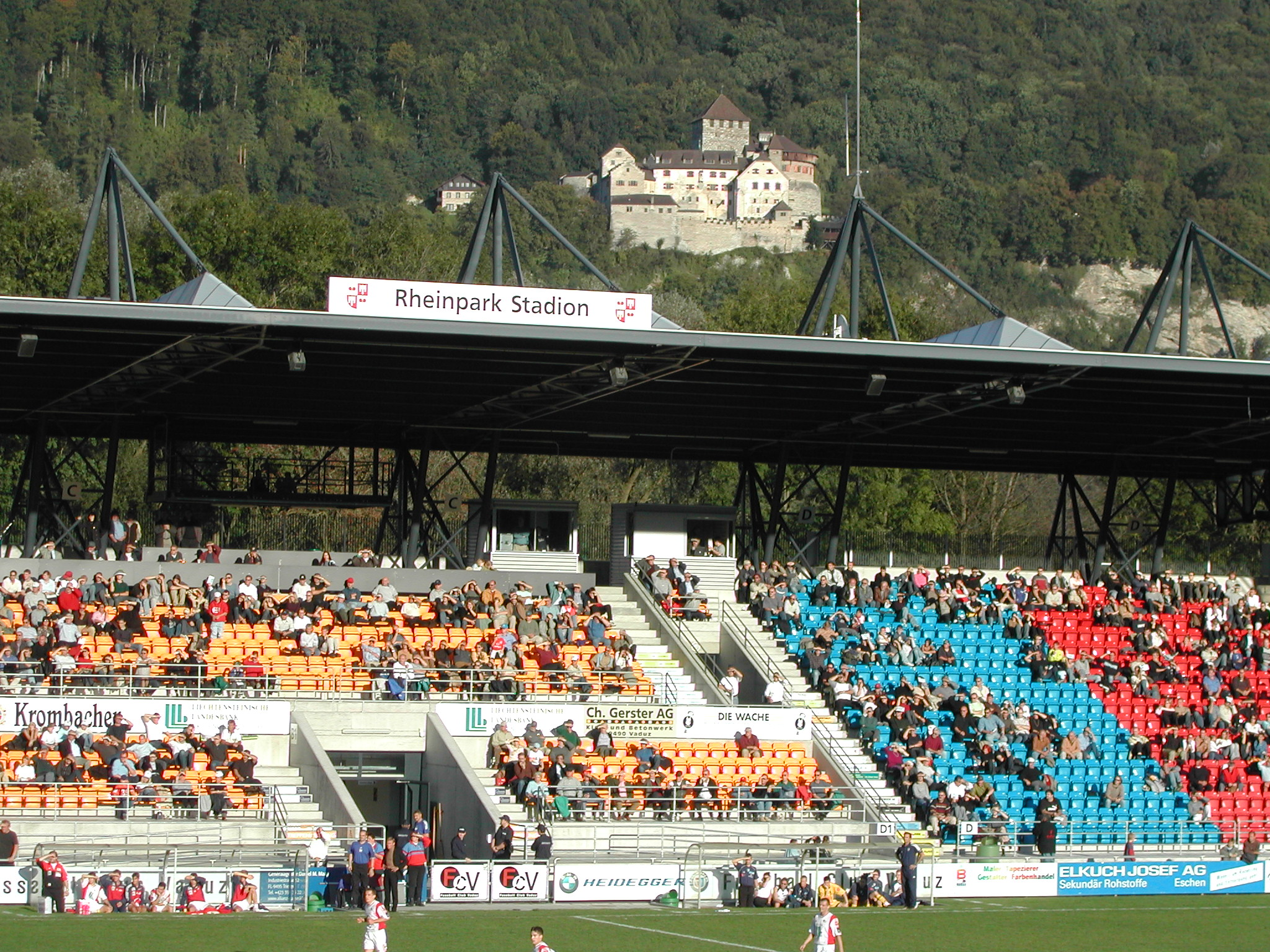
O Rheinpark Stadion.

Existe significante interesse em futebol em Liechtenstein. Em 2007, por exemplo, dados apontavam que clubes de futebol contavam com cerca de 15 200 sócios, entre homens, mulheres e crianças. Representava isto 43,5% da população. Pelo menos um em cada 224 cidadãos de sua população ativa era presidente de clubes desportivos.
O órgão que rege o futebol no país é a Associação de Futebol de Liechtenstein (em alemão: Liechtensteiner Fußballverband). Sua seleção é a Seleção Liechtensteiniense de Futebol. Suas equipes de futebol jogam nas ligas de futebol suíças. A Copa de Liechtenstein permite o acesso à Liga Conferência Europa da UEFA todos os anos.
O país compete no Torneio da Copa Sub-16 da Suíça, que oferece aos jovens jogadores a oportunidade de jogar contra os principais clubes de futebol.
Seu estádio nacional de futebol é o Rheinpark Stadion, que possui capacidade de comportar 7 838 pessoas (6 127 sentados). Apesar de menores, outros estádios como o Sportpark Eschen-Mauren, em Eschen, também sediam partidas de futebol.
- Futebolistas famosos
  - Franz Burgmeier — jogador do FC Basel
  - Florian Meier — jogador do FC Ruggell
  - Mario Frick — jogador do Associazione Calcio Siena
  - Rainer Hasler
  - Peter Jehle — ex-jogador do Boavista Futebol Clube, clube português
  - Martin Stocklasa — jogador no Dynamo Dresden

### Feriados e comemorações
| Data           | Nome em português             | Nome local                     | Notas                            |
| -------------- | ----------------------------- | ------------------------------ | -------------------------------- |
| 1 de janeiro   | Ano Novo                      | Neujahrstag                    | Todos os anos                    |
| 2 de janeiro   | São Bertoldo                  | Berchtolds-Tag                 | Todos os anos                    |
| 6 de janeiro   | Epifania                      | Heilige Drei Könige            | Todos os anos                    |
| 2 de fevereiro | Candelária                    | Lichtmess, Mariä Reinigung     | Somente comemorado por católicos |
| 19 de março    | São José                      | Feiertag des Heilegen Joseph   | Todos os anos                    |
| 25 de março    | Sexta-feira Santa             | Karfreitag                     | Católicos e protestantes         |
| 28 de março    | Segunda-feira Pascal          | Ostermontag                    | Católicos e protestantes         |
| 1 de maio      | Dia Internacional do Trabalho | Tag der Arbeit                 | Todos os anos                    |
| 5 de maio      | Ascensão                      | Christi Himmelfahrt            | Católicos e protestantes         |
| 16 de maio     | Segunda-feira de Pentecostes  | Pfingstmontag                  | Católicos e protestantes         |
| 26 de maio     | Corpus Christi                | Fronleichnam                   | Somente católicos                |
| 15 de agosto   | Festa Nacional                | Nationalfeiertag               | Todos os anos                    |
| 8 de setembro  | Natividade de Nossa Senhora   | Geburtstag der Heiligen Mutter | Todos os anos                    |
| 1 de novembro  | Dia de Todos os Santos        | Allerheiligen                  | Somente católicos                |
| 8 de dezembro  | Imaculada Conceição           | Unbefleckte Empfängnis         | Todos os anos                    |
| 25 de dezembro | Natal                         | Weihnachten                    | Todos os anos                    |
| 26 de dezembro | Santo Estevão                 | Stephans-Tag                   | Todos os anos                    |